# L'École des gendres
L'École des gendres er en fransk stumfilm fra 1897 af Georges Méliès.